# Левин, Авраам Яковлевич
Авраа́м Я́ковлевич Ле́вин (род. 24 августа 1922 года, Екатеринослав) — советский и российский социальный психолог. Автор порядка 70 научных публикаций по истории ранней колониальной экспансии европейских держав (XVIII век), теории организации, социальной и организационной психологии.

## Биография
Родился 24 августа 1922 года в Екатеринославе. Его отец в то время руководил там организованной им промышленной артелью по производству весов; мать до замужества была библиотекарем, затем стала домохозяйкой. В 1929 году (согласно другим данным, это был 1931 год) после ареста и высылки отца семья переехала в Нижний Новгород. Корни семьи находятся в белорусских местечках (Смиловичи, Дукора, Руденск). Бабушка — двоюродная сестра художника Хаима Сутина.
В 1940 году по окончании средней школы был призван в РККА, проходил службу в Бресте в 447-м корпусном артиллерийском полку. Участник и инвалид Великой Отечественной войны; на фронте — с первых минут немецкого вторжения. Последний раз был контужен в Берлине в ночь на первое мая 1945 года.
В 1951 году окончил историко-филологический факультет Горьковского государственного университета имени Н. И. Лобачевского. Научным руководителем (членом-корреспондентом АН СССР С. И. Архангельским) был рекомендован в аспирантуру. Тем не менее к приёмным экзаменам допущен не был, вместо этого по распределению направился в город Бор преподавателем библиотечного техникума. В 1956 году поступил в аспирантуру и после защиты диссертации в 1963 году до 1999 года преподавал в Горьковском (Нижегородском) университете, при этом заведовал кафедрой психологии в нём. В 1999 году переехал к дочери в Соединённые Штаты Америки.
Автор 70 научных статей, монографии «Социологические и социально-психологические проблемы управления» (ГГУ, 1975), учебника «Управление трудовым коллективом» (в соавторстве; 1989), учебного пособия «Введение в теорию организации: курс лекций» (в соавторстве; Высшая школа экономики, 1999).